# Eddie Thomson
Eddie Thomson (25 de febrero de 1947 - 21 de febrero de 2003) fue un futbolista escocés que se desempeñaba como defensa y entrenador.
Dirigió en equipos como el Sydney City, Sydney Olympic FC y Sanfrecce Hiroshima. Dirigió a selección de fútbol de Australia en Juegos Olímpicos de 1992 y 1996 y Copa de las Naciones de la OFC 1996.

## Clubes

### Como futbolista
| Club                       | País           | Año         |
| -------------------------- | -------------- | ----------- |
| Heart of Midlothian FC     | Escocia        | 1966 - 1973 |
| Aberdeen FC                | Escocia        | 1973 - 1976 |
| San Antonio Thunder        | Estados Unidos | 1976        |
| Hakoah Sydney City East FC | Australia      | 1977 - 1980 |

### Como entrenador
| Club                             | País      | Año         |
| -------------------------------- | --------- | ----------- |
| Sydney City                      | Australia | 1980 - 1986 |
| Sydney Olympic FC                | Australia | 1986 - 1989 |
| Selección de fútbol de Australia | Australia | 1990 - 1996 |
| Sanfrecce Hiroshima              | Japón     | 1997 - 2000 |